# Ушастик и его друзья
«Ушастик и его друзья» — цикл советских кукольных мультфильмов, созданных в 1979—1982 годах режиссёром-мультипликатором Ольгой Розовской, снятых по мотивам сказок Григория Остера «Ушастик и его друзья».

## Сюжет
Мультсериал состоит из пяти серий, главный герой в которых — пушистый зайчик по имени Ушастик, от которого и ведётся повествование. Большинство мультфильмов начинается с его знаменитой фразы: «Это я, Ушастик. Это я погулять вышел».

### «Ушастик»
В первой серии зритель знакомится с главным героем, Ушастиком, и его лесными друзьями — Медвежонком, Волчонком и Лисичкой. В серии рассказывается о том, как друзья играли в жмурки.

### «Когда Медвежонок проснётся»
Ушастик, Лисичка и Волчонок решают разбудить Медвежонка после зимней спячки. Однако сделать это не так-то просто — у Медвежонка очень строгая мама, которая требует, чтобы тот спал.

### «Ушастик и его друзья»
В серии две истории — «Как Ушастик хотел вырасти» и «Как гусёнок потерялся». Первая — о том, как Ушастик и Медвежонок хотели вырасти, стоя под дождём, как грибы. Вторая — о том, как Гусёнок вылупился из яйца и никак не мог его найти. Ушастик пытался ему в этом помочь, однако объяснения Гусёнка оказывались настолько невразумительными, что вскоре Гусёнок сам нашёл свой, так называемый, «дом».

### «Как Гусёнок на Лису охотился»
В серии рассказывается о том, как маленький Гусёнок пытался охотиться на рыжую Лису.

### «Таинственная пропажа»
В этой серии Ушастик и Гусёнок пытаются помочь Вороне, которая потеряла своё гнездо. После долгих поисков друзья находят гнездо: его приносит на себе Медвежонок. Оказалось, что он нечаянно сбил его с дерева прямо себе на голову. Медвежонок просит прощения у Вороны и говорит, что сделает ей вместо старого гнезда скворечник.

## Над фильмом работали[2]

### Съёмочная группа
- Режиссёр — Ольга Розовская
- Сценаристы — Берта Тришина, Григорий Остер (автор текста / сценария)
- Операторы — Александр Жуковский, Леонард Кольвинковский
- Художник-постановщик — Розалия Зельма, Вячеслав Назарук
- Композиторы — Моисей Вайнберг, Илья Катаев
- Куклы и декорации изготовили — Людмила Насонова, Галина Круглова, Любовь Доронина, Анатолий Кузнецов, Нина Пантелеева, А. Крутипорох, Геннадий Богачёв, Владимир Шафранюк, Юрий Одинцов и др.
- Художники-мультипликаторы — Ольга Анашкина, Кирилл Малянтович, А. Дегтярёв и др.
- Редактор — Валерия Медведовская
- Скульптор — Надежда Лярская
- Монтажёр — Татьяна Моргунова
- Директора́ — Олег Кузнецов, Е. Бобровская, Игорь Гелашвили и др.

### Актёры
- Мария Виноградова — текст от автора / Ушастик, Медвежонок, Гусёнок и другие персонажи (серии «Ушастик», «Ушастик и его друзья», «Как Гусёнок на Лису охотился», «Таинственная пропажа»)
- Клара Румянова — все персонажи / текст от автора (серия «Когда Медвежонок проснётся»)
- Михаил Козаков — Ворона (серия «Таинственная пропажа»)